# Narrows
Narrows és una població dels Estats Units a l'estat de Virgínia. Segons el cens del 2000 tenia 2.111 habitants.

## Demografia
Segons el cens del 2000, Narrows tenia 2.111 habitants, 890 habitatges, i 600 famílies. La densitat de població era de 636,8 habitants per km².
Dels 890 habitatges en un 27,9% hi vivien nens de menys de 18 anys, en un 53,1% hi vivien parelles casades, en un 10,3% dones solteres, i en un 32,5% no eren unitats familiars. En el 29,6% dels habitatges hi vivien persones soles el 16,2% de les quals corresponia a persones de 65 anys o més que vivien soles. El nombre mitjà de persones vivint en cada habitatge era de 2,35 i el nombre mitjà de persones que vivien en cada família era de 2,9.
Per edats la població es repartia de la següent manera: un 22,9% tenia menys de 18 anys, un 7,2% entre 18 i 24, un 28,3% entre 25 i 44, un 23,3% de 45 a 60 i un 18,4% 65 anys o més.
L'edat mediana era de 39 anys. Per cada 100 dones de 18 o més anys hi havia 81,5 homes.
La renda mediana per habitatge era de 31.875$ i la renda mediana per família de 42.610$. Els homes tenien una renda mediana de 31.806$ mentre que les dones 22.222$. La renda per capita de la població era de 17.933$. Entorn del 5,4% de les famílies i el 8,7% de la població estaven per davall del llindar de pobresa.

## Poblacions més properes
El següent diagrama mostra les poblacions més properes.